# Langue des signes de Belgique francophone
Ne doit pas être confondu avec Langue des signes française.
La langue des signes de Belgique francophone, ou langue des signes belge francophone (LSFB), est la langue des signes utilisée par les personnes sourdes et leurs proches en Belgique francophone.

## Histoire
La langue des signes s’est développée grâce à la rencontre de personnes sourdes dans les grandes villes, ce qui permit de créer des écoles pour sourds.
En 1793 est fondée la première école de sourds à Tournai en Langue des signes francophone de Belgique, mais ferme à cause de la Révolution française. Près de 26 ans plus tard, Jean-Baptiste Pouplin fonda, dans la ville de Liège, la seconde école pour sourd. Dans cette dernière est engagé le premier professeur sourd de Belgique : Joseph Henrion.
Par la suite, plusieurs autres établissements scolaires spécialisés virent le jour. Dans ceux-ci, l’usage de la langue des signes fut toléré jusqu’en 1880. Cette année-là, l’usage de la langue des signes fut écarté pour faire place à l’oralisation. Cette décision fut prise par les éducateurs et par les enseignants pour sourds, lors du Congrès de Milan. Celle-ci a mené les écoles à ne plus utiliser la langue des signes dans l’enseignement, ce qui favorisa l’émergence des variantes régionales.
En 1983, un décret ministériel autorisa l’utilisation de la Langue des signes dans l’enseignement. Afin de se faire comprendre par les élèves sourds, les enseignants spécialisés décident de prendre des cours de LSFB, mais se retrouvent face un problème : la diversité régionale de la langue. Ces professeurs trouvent comme solution qu’une norme soit instaurée.
À la suite de cette demande, une association est fondée afin de permettre une unification de la langue des signes francophone de Belgique. « L’Organisme de recherche et d’unification de la langue des Signes » connu sous l’abréviation « ORULS ». Son objectif est de « rechercher, dans les variantes des signes, des signes de base qui puissent être proposés pour permettre un enseignement de la langue des signes pour la communication entre sourds ».
La LSFB est une langue reconnue par l'article 1 du décret no 4501 du 21 octobre 2003, voté par le Parlement de la Communauté française de Belgique.
Lors du 20 juillet 2010, au moment du Congrès international sur l’Éducation des Sourds. Un rejet des recommandations est adopté par le Congrès de Milan près de 130 ans auparavant.

## Caractéristiques
La LSFB est proche de la langue des signes flamande, les différences majeures se trouvant dans les formes de la bouche. Parfois les gens comprennent l'autre langue assez bien tandis que d'autres ont des difficultés, en particulier (comme la télévision) lorsqu'il n'y a pas d'ajustement à la langue du destinataire. Des dialectes régionaux se sont élaborés dans les différentes écoles pour sourds.
La LSFB est probablement liée à la langue des signes lyonnaise selon Henri Wittmann, dans sa classification parue dans son article de 1991 Classification linguistique des langues signées non vocalement.

## Utilisation
Son influence est limitée à la Belgique francophone. Des interprètes sont fournis dans les tribunaux. Une instruction est proposée aux parents d'enfants sourds. Les chaînes de télévision belges proposent des programmes adaptés aux sourds.

### Enseignement
La LSFB est enseignée dans plusieurs écoles privées depuis les années 1980, dans les écoles professionnelles depuis 1992 (douze niveaux) et dans les écoles pour sourds comme projet pilote depuis la reconnaissance officielle du gouvernement en 2003.
Un décret de 1998 de la Communauté française de Belgique a rendu légal l’apprentissage par immersion en langue des signes pour l’acquisition des socles de compétences définis dans l’article 10 du décret de 1997 de cette même communauté. La communauté scolaire Sainte-Marie à Namur avec l'aide de l'ASBL École et Surdité a inscrit un tel apprentissage dans son projet d’établissement depuis septembre 2000 et propose donc le seul enseignement « bilingue-biculturel » français-LSBF de la maternelle aux études secondaires : des groupes d’élèves sourds et malentendants intégrés dans un milieu entendant, l’acquisition des deux langues (LSBF et français) en situation naturelle et enfin, l’obtention d’une formation comparable à celle des entendants sanctionnée par le même diplôme.
Le projet tend à assurer aux enfants sourds et malentendants une intégration dans l’école semblable à celle qui sera la leur dans la société : une minorité sourde dans une majorité entendante où chacune des deux parties est reconnue par l’autre dans ses différences et ses similitudes. Chaque enfant, sourd, malentendant ou entendant, utilise en dehors des cours la langue qui lui vient spontanément mais les occasions lui sont données pour l’acquisition de la langue des signes et de la langue française.